# Einherji
Maillots
L'Ungmennafélagið Einherji est un club islandais de football basé à Vopnafjörður dans l'Est de l'Islande. Il évolue en 3. Deild Karla.
Le club connaît ses heures de gloire dans les années 1980, évoluant six saisons en deuxième division, avec une cinquième place en 1986.